# L'eixida a la primavera de la dama Guoguo
L'eixida a la primavera de la dama Guoguo (虢國夫人遊春圖) era una obra del pintor xinés Zhang Xuan (xinés: 張萱; pinyin: Zhāng Xuān), datada de l'era Kaiyuan (開元 Kāi yuán, 713-741), del regnat de l'emperador Xuanzong (唐玄宗) de la dinastia Tang. L'obra original s'ha perdut. El Museu Provincial de Liaoning (Shenyang), però, en conserva una còpia realitzada amb tinta i color sobre un rotlle de seda. La còpia, la van fer durant la dinastia Song (960-1127), i a vegades ha estat atribuïda a l'emperador xinés Huizong de Song (1082-1135). N'hi ha una altra còpia realitzada pel pintor Li Gonglin (Museu Nacional del Palau, Taipei).

La dama Guoguo (虢國夫人) era una de les germanes de la concubina Yang Guifei, que arribà a tenir un enorme poder a la Xina després d'haver-se enamorat d'ella l'emperador Xuanzong. En l'obra, la dama Guoguo apareix al centre d'una petita comitiva, amb un cos rabassut i un comportament tranquil. És la representació pictòrica d'una bella dama feta amb una fina pinzellada.